# Leon Weymeersch
Leon Weymeersch (Brugge, 12 januari 1878 - Brussel, ?) was een Belgisch kunstschilder die wordt ingedeeld bij de Brugse School.

## Levensloop
Weymeersch was een zoon van de meester-boekbinder Gustave Weymeersch en van Stefanie Yperman.
Hij studeerde aan de Brugse Kunstacademie en nam in 1904 deel aan de Prijs van Rome. Hij kon zich onvoldoende als schilder bevestigen en was om den brode verplicht papierhandelaar en, zoals zijn vader, meester-boekbinder te worden. 
Hij maakte de portretten van Amandus Hutchinson (Brugge, 1833-1909) en zijn echtgenote Theresia Caestecker (Brugge, 1833-1909), die zijn schoonouders waren. Een van de dochters Hutchinson trouwde met een Michiels en zij waren de ouders van de schilder Guillaume Michiels. Weymeersch was dus de grootoom van Guillaume.
Leon Weymeersch verhuisde naar Brussel. Hij is er nog verder als kunstschilder werkzaam geweest. Van hem werd in 2013 een portret van een Belgische soldaat geveild en werd hij vermeld als schilder van portretten en figuren.
Er is geen datum van overlijden bekend.

## Externe  link
- Veiling Morel de Westgaver van 16 november 2013